# フォー・コーツ
フォー・コーツ（Four Courts、「四つの裁判所」の意）は、アイルランドの首都ダブリンに存在する建築物。アイルランド最高法廷とされる。現在もアイルランド共和国における最高裁判所、高等法院（High Court）、特別刑事裁判所（Special Criminal Court）、中央刑事裁判所（Central Criminal Court）がおかれている。

## 概略

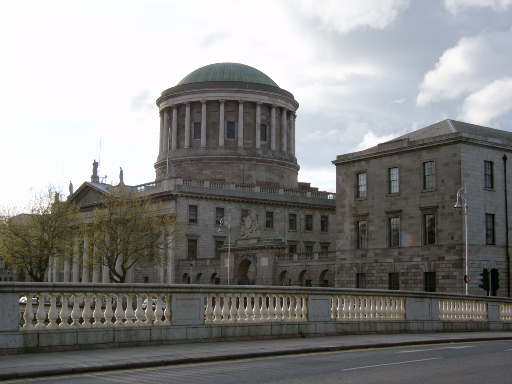
リフィー川沿いのフォー・コーツ

この建物は1796年から1802年にかけて建築された。設計を行ったのはダブリンのカスタム・ハウスと同じくジェームズ・ギャンドンである。
衡平法裁判所(en)、王座裁判所(en)、財務裁判所(en)、民事訴訟裁判所(en)の4つの法廷が設置されたため、この名称で呼ばれるようになった。19世紀の司法改革でこれらの裁判所は廃止されている。1924年にはアイルランド自由国が建国され、今日の司法制度が形成された。

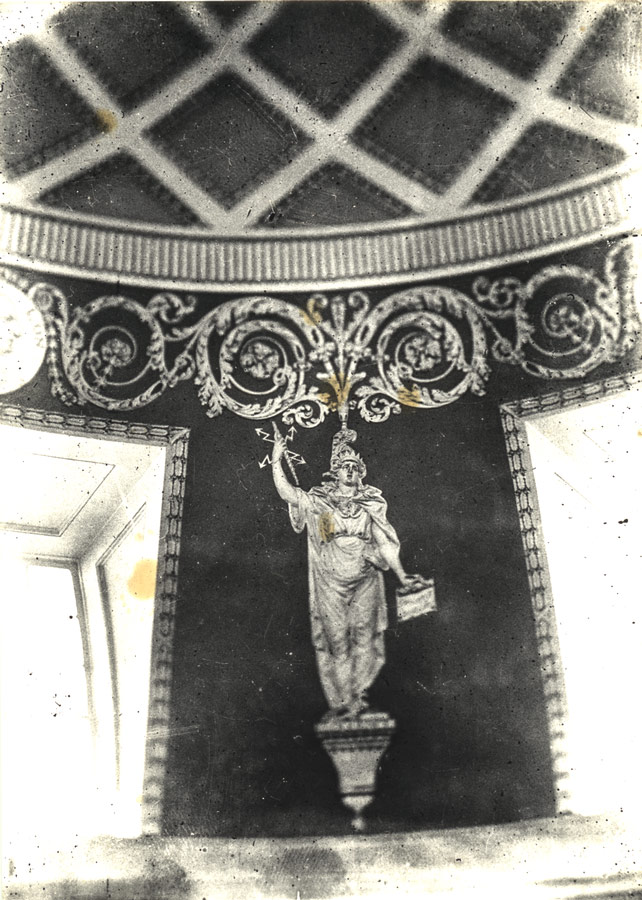
1922年の内戦で失われたドームの室内装飾の一部（ギャンドンのデザインによる）

1916年、フォー・コーツはアイルランド人民族主義者ネッド・ダリーの率いる部隊により占領された。このイースター蜂起におけるイギリス軍の砲撃では建物は無事であったが、1922年よりはじまったアイルランド内戦において大きな損傷を被った。英愛条約（1921年12月締結）に反対するグループが建物を占拠したのに対し、アイルランド暫定政府を率いるマイケル・コリンズは投降勧告ののち建物を砲撃した。占領グループは投降の際に公文書館に放火し、多くの貴重な資料が灰となってしまった。
その後、ダブリンの裁判所はダブリン城の総督宮殿におかれていたが、1932年にフォー・コーツが再建され、ふたたび裁判所がここに設置された。なお、1937年の新憲法 Bunreacht na hÉireann により司法制度は再び改革された。
ダブリンの歴史を物語る建物として、現在多くの観光客がここを訪れている。建物の状態の劣化などにより、裁判所の移転が議論されている。